# نيلسون غوتيريز
نيلسون غوتيريز (بالإسبانية: Nelson Gutiérrez)‏ (مواليد 13 أبريل 1962) هو لاعب كرة قدم. يلعب مع منتخب الأوروغواي لكرة القدم. سبق له أن لعب في كأس العالم لكرة القدم مع منتخب بلاده.

## روابط خارجية
- نيلسون غوتيريز على موقع الاتحاد الدولي (مؤرشف)  (الإنجليزية)
- نيلسون غوتيريز على موقع قاعدة بيانات كرة القدم.إي يو (الإنجليزية)
- نيلسون غوتيريز على موقع ناشيونال فوتبول تيمز (الإنجليزية)